# Puchar Narodów Afryki 2023 (kwalifikacje)
W kwalifikacjach do Pucharu Narodów Afryki 2023 wzięły udział 53 afrykańskie reprezentacje państwowe. W kwalifikacjach uczestniczy reprezentacja Wybrzeża Kości Słoniowej, która posiada pewne miejsce w stawce finałowej Pucharu Narodów Afryki 2023.

## Uczestnicy
W kwalifikacjach do Pucharu Narodów Afryki 2023 wzięły udział 53 afrykańskie reprezentacje państwowe. Po 6 edycjach do rozgrywek powróciła reprezentacja Somalii.
Początkowo do udziału w rozgrywkach zgłosiła się  Erytrea, jednak w marcu 2022 wycofali się oni z turnieju ze względu na problemy kadrowe oraz komunikacyjne.

## Terminarz
Z powodu przesunięcia PNA na 2024 rok, zmieniły się także daty rozgrywek. Kolejki 3 i 4, pierwotnie planowane na wrzesień 2022, zostały przesunięte na marzec 2023. Kolejki 5 i 6 zostaną natomiast rozegrane w czerwcu i we wrześniu.
| Runda             | Kolejka         | Daty               |
| ----------------- | --------------- | ------------------ |
| Faza eliminacyjna | Pierwsze mecze  | 23–24 marca 2022   |
| Faza eliminacyjna | Rewanżowe mecze | 27–29 marca 2022   |
| Faza grupowa      | Kolejka 1       | 1–13 czerwca 2022  |
| Faza grupowa      | Kolejka 2       | 1–13 czerwca 2022  |
| Faza grupowa      | Kolejka 3       | 22–29 marca 2023   |
| Faza grupowa      | Kolejka 4       | 22–29 marca 2023   |
| Faza grupowa      | Kolejka 5       | 14–20 czerwca 2023 |
| Faza grupowa      | Kolejka 6       | 4 września 2023    |

## Faza eliminacyjna
W fazie eliminacyjnej mecze rozgrywane były systemem mecz i rewanż. Dwanaście najniżej sklasyfikowanych drużyn zostało rozlosowanych do sześciu par.
| Drużyna 1                            | Wynik dwumeczu | Drużyna 2        | Pierwszy mecz | Drugi mecz |
| ------------------------------------ | -------------- | ---------------- | ------------- | ---------- |
| Erytrea                              | —              | Botswana         | —             | —          |
| Seszele                              | 1:3            | Lesotho          | 0:0           | 1:3        |
| Somalia                              | 1:5            | Eswatini         | 0:3           | 1:2        |
| Dżibuti                              | 2:5            | Sudan Południowy | 2:4           | 0:1        |
| Czad                                 | 2:3            | Gambia           | 0:1           | 2:2        |
| Wyspy Świętego Tomasza i Książęca    | 4:3            | Mauritius        | 1:0           | 3:3        |
| Po lewej gospodarz pierwszego meczu. |                |                  |               |            |

| 21 marca 2022 | Erytrea | Raport | Botswana |  |
|               |         |        |          |  |

| 29 marca 2022 | Botswana | Raport | Erytrea |  |
|               |          |        |         |  |

- Botswana awansowała do fazy grupowej kwalifikacji po wycofaniu się reprezentacji Erytrei.

| 23 marca 2022 13:00 CET | Seszele | 0:0(0:0)Raport | Lesotho | Côte d’Or National Sports Complex, Saint-Pierre |
|                         |         |                |         |                                                 |

| 27 marca 2022 16:00 CET | Lesotho · Makateng 5', 78' · Motebang 9' | 3:1(2:1)Raport | Seszele · 25' (k.) Ernesta | Dobsonville Stadium, Soweto |
|                         |                                          |                |                            |                             |

- Lesotho wygrało w dwumeczu 3:1 i awansowało do fazy grupowej.

| 23 marca 2022 14:00 CET | Somalia | 0:3(0:1)Raport | Eswatini · 24' Dlamini · 64' Mamba · 87' Gamedze | Benjamin Mkapa National Stadium, Dar es Salaam |
|                         |         |                |                                                  |                                                |

| 27 marca 2022 15:00 CET | Eswatini · Ndzinisa 46' · Mamba 56' | 2:1(0:0)Raport | Somalia · 90' Hassan | Mbombela Stadium, Nelspruit |
|                         |                                     |                |                      |                             |

- Eswatini wygrało w dwumeczu 5:1 i awansowało do fazy grupowej.

| 23 marca 2022 14:00 CET | Dżibuti · Akinbinu 61' · Warsama 90' | 2:4(0:0)Raport | Sudan Południowy · 55' (k.), 76' Okello · 65' Toha · 89' Gama | Stadion Borg El Arab, Aleksandria |
|                         |                                      |                |                                                               |                                   |

| 27 marca 2022 15:00 CET | Sudan Południowy · Chol 54' | 1:0(0:0)Raport | Dżibuti | St. Mary’s Stadium-Kitende, Entebbe |
|                         |                             |                |         |                                     |

- Sudan Południowy wygrał w dwumeczu 5:2 i awansował do fazy grupowej.

| 23 marca 2022 17:00 CET | Czad | 0:1(0:0)Raport | Gambia · 89' (k.) Trawally | Stade Ahmadou Ahidjo, Jaunde |
|                         |      |                |                            |                              |

| 29 marca 2022 19:00 CET | Gambia · Ceesay 30', 90+2' (k.) | 2:2(1:1)Raport | Czad · 27' Abderamane · 48' (k.) Mouandilmadji | Stade d’Agadir, Agadir |
|                         |                                 |                |                                                |                        |

- Gambia wygrała w dwumeczu 3:2 i awansowała do fazy grupowej.

| 24 marca 2022 13:00 CET | Wyspy Świętego Tomasza i Książęca · Leal 35' | 1:0(1:0)Raport | Mauritius | Côte d’Or National Sports Complex, Saint-Pierre |
|                         |                                              |                |           |                                                 |

| 27 marca 2022 14:00 CET | Mauritius · Bru 26' (k.) · Collard 58' · Nazira 86' | 3:3(1:2)Raport | Wyspy Świętego Tomasza i Książęca · 27', 59' Cardoso · 33' Leal | Côte d’Or National Sports Complex, Saint-Pierre Sędzia: Nelson Emile Fred |
|                         |                                                     |                |                                                                 |                                                                           |

- Wyspy Świętego Tomasza i Książęca wygrały w dwumeczu 4:3 i awansowały do fazy grupowej.

## Faza grupowa

### Losowanie
Losowanie fazy grupowej miało miejsce 19 kwietnia 2022 w Johannesburgu. 48 zespołów podzielonych zostało na 4 koszyki po 12 drużyn w każdym. Miejsce danej reprezentacji w konkretnym koszyku było uzależnione od jej miejsca w rankingu FIFA, aktualnego wówczas na dzień 31 marca 2022. Drużyny rozlosowano pomiędzy 12 grup, w których znajdowały się po 4 drużyny. Losowanie zaczęło się od drużyn z czwartego koszyka, skończyło się natomiast na reprezentacjach z pierwszego koszyka. W jednej grupie razem nie mogły występować reprezentacje Zimbabwe oraz Kenii. Rozwiązanie to miało na celu uniknięcie sytuacji, w której w grupie rywalizowałyby ze sobą tylko dwie drużyny, z racji na to iż wspomniane wyżej reprezentacje zostały zawieszone przez FIFA. Gdyby zawieszenie zostało anulowane na co najmniej dwa tygodnie przed rozpoczęciem rozgrywek, wtedy Kenia i Zimbabwe mogłyby wziąć udział w kwalifikacjach. Do anulowania jednak nie doszło, przez co żadna z tych drużyn nie mogła zagrać w kwalifikacjach.
|         | Koszyk 1 | Koszyk 2 | Koszyk 3 | Koszyk 4 |
| ------- | --- | --- | --- | --- |
| Drużyny | - Senegal (20) - Maroko (24) - Nigeria (30) - Egipt (32) - Tunezja (35) - Kamerun (37) - Algieria (44) - Mali (52) - Wybrzeże Kości Słoniowej (53) - Burkina Faso (56) - Ghana (60) - Demokratyczna Republika Konga (67) | - Południowa Afryka (69) - Republika Zielonego Przylądka (71) - Gwinea (80) - Gabon (81) - Benin (84) - Uganda (86) - Zambia (87) - Kongo (98) - Gwinea Równikowa (99) - Madagaskar (102) - Kenia (104) - Sierra Leone (108) | - Namibia (112) - Mauretania (113) - Gwinea Bissau (115) - Niger (116) - Libia (117) - Mozambik (119) - Malawi (120) - Togo (121) - Zimbabwe (122) - Gambia (123) - Angola (126) - Komory (128) | - Tanzania (130) - Republika Środkowoafrykańska (131) - Sudan (132) - Rwanda (136) - Burundi (139) - Etiopia (140) - Eswatini (143) - Lesotho (145) - Botswana (148) - Liberia (149) - Sudan Południowy (161) - Wyspy Świętego Tomasza i Książęca (189) |

42 drużyny z koszyków 1-4 i sześciu zwycięzców pierwszej rundy zagra w tym etapie. Każda drużyna zmierzy się z pozostałymi drużynami dwukrotnie raz jako gospodarz i raz jako gość. Zwycięzcy każdej grupy, a także drużyny z drugich miejsc kwalifikują się do finałów. Wyjątek stanowi grupa H w której awans uzyska jedynie najwyżej sklasyfikowana drużyna (oprócz Wybrzeża Kości Słoniowej, które ma zapewniony awans jako gospodarz).
Legenda:
- Msc. – miejsce,
- M – liczba rozegranych meczów,
- W – mecze wygrane,
- R – mecze zremisowane,
- P – mecze przegrane,
- Br+ – bramki zdobyte,
- Br− – bramki stracone,
- Pkt. – punkty (3 za zwycięstwo, 1 za remis, 0 za porażkę)

W przypadku gdy dwie lub więcej drużyn uzyskają tę samą liczbę punktów, o awansie decydują kolejno kryteria określone przez CAF:
Gdy dokładnie dwie drużyny mają tyle samo punktów, o awansie decyduje:
1. Liczba punktów zdobytych przez drużyny w bezpośrednich spotkaniach między nimi;
2. Bilans bramek obu drużyn w meczach między zainteresowanymi zespołami;
3. Liczba bramek strzelonych na wyjeździe w bezpośrednich starciach;
4. Bilans bramek obu drużyn we wszystkich spotkaniach grupowych;
5. Liczba strzelonych bramek we wszystkich meczach w grupie;
6. Losowanie

Gdy więcej niż dwie drużyny mają tyle samo punktów, o awansie decyduje:
1. Liczba punktów zdobytych przez drużyny w bezpośrednich meczach rozegranych między nimi;
2. Bilans bramek drużyn w bezpośrednich meczach rozegranych między nimi;
3. Liczba zdobytych bramek przez drużyny w bezpośrednich meczach rozegranych między nimi;
4. Liczba bramek strzelonych w meczach wyjazdowych w bezpośrednich meczach rozegranych między nimi;
5. Jeżeli po rozpatrzeniu punktów 1-4 dwie drużyny ciągle zajmują ex-aequo jedno miejsce, punkty 1) do 4) rozpatruje się ponownie dla tych dwóch drużyn, aby ostatecznie ustalić ich pozycje w grupie. Jeśli ta procedura nie wyłoni zwycięzcy, stosuje się po kolei punkty od 6 do 9;
6. Bilans bramek we wszystkich meczach w grupie;
7. Liczba strzelonych bramek we wszystkich meczach w grupie;
8. Liczba bramek strzelonych na wyjeździe we wszystkich meczach w grupie;
9. Losowanie

### Grupa A
| Msc. | Zespół                            | M | W | R | P | Br+ | Br- | +/- | Pkt |
| ---- | --------------------------------- | - | - | - | - | --- | --- | --- | --- |
| 1    | Nigeria                           | 6 | 5 | 0 | 1 | 22  | 4   | +18 | 15  |
| 2    | Gwinea Bissau                     | 6 | 4 | 1 | 1 | 11  | 5   | +6  | 13  |
| 3    | Sierra Leone                      | 6 | 1 | 2 | 3 | 10  | 11  | -1  | 5   |
| 4    | Wyspy Świętego Tomasza i Książęca | 6 | 0 | 1 | 5 | 3   | 26  | -23 | 1   |

|                                   | Nigeria | Sierra Leone | Gwinea Bissau | Wyspy Świętego Tomasza i Książęca |
| --------------------------------- | ------- | ------------ | ------------- | --------------------------------- |
| Nigeria                           | X       | 2:1          | 0:1           | 6:0                               |
| Sierra Leone                      | 2:3     | X            | 2:2           | 2:2                               |
| Gwinea Bissau                     | 0:1     | 2:1          | X             | 5:1                               |
| Wyspy Świętego Tomasza i Książęca | 0:10    | 0:2          | 0:1           | X                                 |

### Grupa B
| Msc. | Zespół                        | M | W | R | P | Br+ | Br- | +/- | Pkt |
| ---- | ----------------------------- | - | - | - | - | --- | --- | --- | --- |
| 1    | Burkina Faso                  | 6 | 3 | 2 | 1 | 8   | 5   | +3  | 11  |
| 2    | Republika Zielonego Przylądka | 6 | 3 | 1 | 2 | 8   | 6   | +2  | 10  |
| 3    | Togo                          | 6 | 2 | 2 | 2 | 8   | 8   | 0   | 8   |
| 4    | Eswatini                      | 6 | 0 | 3 | 3 | 3   | 8   | -5  | 3   |

|                               | Burkina Faso | Republika Zielonego Przylądka | Togo | Eswatini |
| ----------------------------- | ------------ | ----------------------------- | ---- | -------- |
| Burkina Faso                  | X            | 2:0                           | 1:0  | 0:0      |
| Republika Zielonego Przylądka | 3:1          | X                             | 2:0  | 0:0      |
| Togo                          | 1:1          | 3:2                           | X    | 2:2      |
| Eswatini                      | 1:3          | 0:1                           | 0:2  | X        |

### Grupa C
| Msc. | Zespół  | M | W | R | P | Br+ | Br- | +/- | Pkt |
| ---- | ------- | - | - | - | - | --- | --- | --- | --- |
| 1    | Kamerun | 4 | 2 | 1 | 1 | 6   | 3   | +3  | 7   |
| 2    | Namibia | 4 | 1 | 2 | 1 | 6   | 6   | 0   | 5   |
| 3    | Burundi | 4 | 1 | 1 | 2 | 4   | 7   | -3  | 4   |
| 4    | Kenia   | 0 | 0 | 0 | 0 | 0   | 0   | 0   | 0   |

|         | Kamerun | Namibia | Burundi |
| ------- | ------- | ------- | ------- |
| Kamerun | X       | 1:1     | 3:0     |
| Namibia | 2:1     | X       | 1:1     |
| Burundi | 0:1     | 3:2     | X       |

### Grupa D
| Msc. | Zespół  | M | W | R | P | Br+ | Br- | +/- | Pkt |
| ---- | ------- | - | - | - | - | --- | --- | --- | --- |
| 1    | Egipt   | 6 | 5 | 0 | 1 | 10  | 3   | +7  | 15  |
| 2    | Gwinea  | 6 | 3 | 1 | 2 | 9   | 7   | +2  | 10  |
| 3    | Malawi  | 6 | 1 | 2 | 3 | 4   | 10  | -6  | 5   |
| 4    | Etiopia | 6 | 1 | 1 | 4 | 5   | 8   | -3  | 4   |

|         | Egipt | Gwinea | Malawi | Etiopia |
| ------- | ----- | ------ | ------ | ------- |
| Egipt   | X     | 1:0    | 2:0    | 1:0     |
| Gwinea  | 1:2   | X      | 1:0    | 2:0     |
| Malawi  | 0:4   | 2:2    | X      | 2:1     |
| Etiopia | 2:0   | 2:3    | 0:0    | X       |

### Grupa E
| Msc. | Zespół                       | M | W | R | P | Br+ | Br- | +/- | Pkt |
| ---- | ---------------------------- | - | - | - | - | --- | --- | --- | --- |
| 1    | Ghana                        | 6 | 3 | 3 | 0 | 8   | 3   | +5  | 12  |
| 2    | Angola                       | 6 | 2 | 3 | 1 | 6   | 5   | +1  | 9   |
| 3    | Republika Środkowoafrykańska | 6 | 2 | 1 | 3 | 9   | 7   | +2  | 7   |
| 4    | Madagaskar                   | 6 | 0 | 3 | 3 | 1   | 9   | -8  | 3   |

|                              | Ghana | Madagaskar | Angola | Republika Środkowoafrykańska |
| ---------------------------- | ----- | ---------- | ------ | ---------------------------- |
| Ghana                        | X     | 3:0        | 1:0    | 2:1                          |
| Madagaskar                   | 0:0   | X          | 1:1    | 0:3                          |
| Angola                       | 1:1   | 0:0        | X      | 2:1                          |
| Republika Środkowoafrykańska | 1:1   | 2:0        | 1:2    | X                            |

### Grupa F
| Msc. | Zespół   | M | W | R | P | Br+ | Br- | +/- | Pkt |
| ---- | -------- | - | - | - | - | --- | --- | --- | --- |
| 1    | Algieria | 6 | 5 | 1 | 0 | 9   | 2   | +7  | 16  |
| 2    | Tanzania | 6 | 2 | 2 | 2 | 3   | 4   | -1  | 8   |
| 3    | Uganda   | 6 | 2 | 1 | 3 | 5   | 6   | -1  | 7   |
| 4    | Niger    | 6 | 0 | 2 | 4 | 3   | 8   | -5  | 2   |

|          | Algieria | Uganda | Niger | Tanzania |
| -------- | -------- | ------ | ----- | -------- |
| Algieria | X        | 2:0    | 2:1   | 0:0      |
| Uganda   | 1:2      | X      | 1:1   | 0:1      |
| Niger    | 0:1      | 0:2    | X     | 1:1      |
| Tanzania | 0:2      | 0:1    | 1:0   | X        |

### Grupa G
| Msc. | Zespół           | M | W | R | P | Br+ | Br- | +/- | Pkt |
| ---- | ---------------- | - | - | - | - | --- | --- | --- | --- |
| 1    | Mali             | 6 | 5 | 0 | 1 | 15  | 2   | +13 | 15  |
| 2    | Gambia           | 6 | 3 | 1 | 2 | 7   | 7   | 0   | 10  |
| 3    | Kongo            | 6 | 2 | 1 | 3 | 5   | 10  | -5  | 7   |
| 4    | Sudan Południowy | 6 | 1 | 0 | 5 | 5   | 13  | -8  | 3   |

|                  | Mali | Kongo | Gambia | Sudan Południowy |
| ---------------- | ---- | ----- | ------ | ---------------- |
| Mali             | X    | 4:0   | 2:0    | 4:0              |
| Kongo            | 0:2  | X     | 1:0    | 1:2              |
| Gambia           | 1:0  | 2:2   | X      | 1:0              |
| Sudan Południowy | 1:3  | 0:1   | 2:3    | X                |

### Grupa H
| Msc. | Zespół                   | M | W | R | P | Br+ | Br- | +/- | Pkt |
| ---- | ------------------------ | - | - | - | - | --- | --- | --- | --- |
| 1    | Zambia                   | 6 | 4 | 1 | 1 | 12  | 6   | +6  | 13  |
| 2    | Wybrzeże Kości Słoniowej | 6 | 4 | 1 | 1 | 9   | 5   | +4  | 13  |
| 3    | Komory                   | 6 | 2 | 5 | 3 | 6   | 8   | -2  | 7   |
| 4    | Lesotho                  | 6 | 0 | 1 | 5 | 1   | 9   | -8  | 1   |

|                          | Wybrzeże Kości Słoniowej | Zambia | Komory | Lesotho |
| ------------------------ | ------------------------ | ------ | ------ | ------- |
| Wybrzeże Kości Słoniowej | X                        | 3:1    | 3:1    | 1:0     |
| Zambia                   | 3:0                      | X      | 2:1    | 3:1     |
| Komory                   | 0:2                      | 1:1    | X      | 2:0     |
| Lesotho                  | 0:0                      | 0:2    | 0:1    | X       |

### Grupa I
| Msc. | Zespół                        | M | W | R | P | Br+ | Br- | +/- | Pkt |
| ---- | ----------------------------- | - | - | - | - | --- | --- | --- | --- |
| 1    | Demokratyczna Republika Konga | 6 | 4 | 0 | 2 | 11  | 4   | +4  | 12  |
| 2    | Mauretania                    | 6 | 3 | 1 | 2 | 7   | 2   | +2  | 10  |
| 3    | Gabon                         | 6 | 2 | 1 | 3 | 3   | 5   | -2  | 7   |
| 4    | Sudan                         | 6 | 2 | 0 | 4 | 3   | 10  | -7  | 6   |

|                               | Demokratyczna Republika Konga | Gabon | Mauretania | Sudan |
| ----------------------------- | ----------------------------- | ----- | ---------- | ----- |
| Demokratyczna Republika Konga | X                             | 0:1   | 3:1        | 2:0   |
| Gabon                         | 0:2                           | X     | 0:0        | 1:0   |
| Mauretania                    | 1:1                           | 2:1   | X          | 3:0   |
| Sudan                         | 2:1                           | 1:0   | 0:3        | X     |

### Grupa J
| Msc. | Zespół           | M | W | R | P | Br+ | Br- | +/- | Pkt |
| ---- | ---------------- | - | - | - | - | --- | --- | --- | --- |
| 1    | Tunezja          | 6 | 4 | 1 | 1 | 11  | 1   | +10 | 13  |
| 2    | Gwinea Równikowa | 6 | 4 | 1 | 1 | 9   | 7   | +2  | 13  |
| 3    | Botswana         | 6 | 1 | 1 | 4 | 3   | 9   | -6  | 4   |
| 4    | Libia            | 6 | 1 | 1 | 4 | 2   | 8   | -6  | 4   |

|                  | Tunezja | Gwinea Równikowa | Libia | Botswana |
| ---------------- | ------- | ---------------- | ----- | -------- |
| Tunezja          | X       | 4:0              | 3:0   | 3:0      |
| Gwinea Równikowa | 1:0     | X                | 2:0   | 2:0      |
| Libia            | 0:1     | 1:1              | X     | 1:0      |
| Botswana         | 0:0     | 2:3              | 1:0   | X        |

### Grupa K
| Msc. | Zespół            | M | W | R | P | Br+ | Br- | +/- | Pkt |
| ---- | ----------------- | - | - | - | - | --- | --- | --- | --- |
| 1    | Maroko            | 4 | 3 | 0 | 1 | 8   | 3   | +8  | 9   |
| 2    | Południowa Afryka | 4 | 2 | 1 | 1 | 7   | 6   | +1  | 7   |
| 3    | Liberia           | 4 | 0 | 1 | 3 | 3   | 9   | -6  | 1   |
| 4    | Zimbabwe          | 0 | 0 | 0 | 0 | 0   | 0   | 0   | 0   |

|                   | Maroko | Południowa Afryka | Liberia |
| ----------------- | ------ | ----------------- | ------- |
| Maroko            | X      | 2:1               | 3:0     |
| Południowa Afryka | 2:1    | X                 | 2:2     |
| Liberia           | 0:2    | 1:2               | X       |

### Grupa L
| Msc. | Zespół   | M | W | R | P | Br+ | Br- | +/- | Pkt |
| ---- | -------- | - | - | - | - | --- | --- | --- | --- |
| 1    | Senegal  | 6 | 4 | 2 | 0 | 12  | 4   | +8  | 14  |
| 2    | Mozambik | 6 | 3 | 1 | 2 | 8   | 9   | -1  | 10  |
| 3    | Benin    | 6 | 1 | 2 | 3 | 8   | 9   | -1  | 5   |
| 4    | Rwanda   | 6 | 0 | 3 | 3 | 3   | 9   | -6  | 3   |

|          | Senegal | Benin | Mozambik | Rwanda |
| -------- | ------- | ----- | -------- | ------ |
| Senegal  | X       | 3:1   | 5:1      | 1:1    |
| Benin    | 1:1     | X     | 0:1      | 1:1    |
| Mozambik | 0:1     | 3:2   | X        | 1:1    |
| Rwanda   | 0:1     | 0:3   | 0:2      | X      |

## Strzelcy
10 goli
- Victor Osimhen

5 goli
- Louis Mafouta
- Sadio Mané
- Youssef Msakni
- Patson Daka

4 gole
- Dango Ouattara
- Peter Shalulile
- Luís Leal

3 gole
- Muhammad Ammura
- Sabelo Ndzinisa
- Mohammed Kudus
- Zinho Gano
- Jorginho
- Kamory Doumbia
- Aboubakar Kamara
- Lyle Foster
- Peter Chol
- Tito Okello
- Kévin Denkey
- Ibrahim Sangaré

2 gole
- Gelson
- Jodel Dossou
- Steve Mounié
- Bonfils-Caleb Bimenyimana
- Cédric Bakambu
- Fiston Kalala Mayele
- Omar Marmoush
- Mostafa Mohamed
- Mohamed Salah
- Fanelo Mamba
- Assan Ceesay
- Ablie Jallow
- Osman Bukari
- Naby Keïta
- Federico Bikoro
- Emilio Nsue
- Vincent Aboubakar
- Benjaloud Youssouf
- Youssouf M’Changama
- Katleho Makateng
- Gabadinho Mhango
- Mohamed Camara
- Nene Dorgeles
- Ibrahima Koné
- El Bilal Touré
- Ayoub El Kaabi
- Youssef En-Nesyri
- Hemeya Tanjy
- Geny Catamo
- Clésio
- Daniel Sosah
- Ademola Lookman
- Terem Moffi
- Moses Simon
- Zakhele Lepasa
- Boulaye Dia
- Mustapha Bundu
- Augustus Kargbo
- Simon Msuva
- Kodjo Laba
- Euloge Placca Fessou
- Haythem Jouini
- Ricardo Cardoso
- Christian Kouamé
- Lameck Banda
- Kings Kangwa

1 gol
- Youcef Belaïli
- Ramy Bensebaini
- Baghdad Bounedjah
- Riyad Mahrez
- Aïssa Mandi
- Kialonda Gaspar
- Lucas João
- Felício Milson
- M’Bala Nzola
- Rachid Moumini
- Junior Olaitan
- Mbatshi Elias
- Gape Mohutsiwa
- Kabelo Seakanyeng
- Stephane Aziz Ki
- Hassane Bandé
- Issoufou Dayo
- Abdoul Tapsoba
- Abedi Bigirimana
- Hussein Shabani
- Ahmat Abderamane
- Marius Mouandilmadji
- Jonathan Bolingi
- Theo Bongonda
- Gaël Kakuta
- Arthur Masuaku
- Aaron Tshibola
- Samuel Akinbinu
- Ibrahim Aden Warsama
- Mostafa Fathi
- Tarek Hamed
- Trézéguet
- Zizo
- Shimelis Bekele
- Dawa Hotessa
- Kitika Jima
- Kenean Markneh
- Abubeker Nassir
- Bonginkosi Dlamini
- Sandile Gamedze
- Siboniso Ngwenya
- Shavy Babicka
- Didier Ndong
- Lloyd Palun
- Mohamed Badamosi
- Hamza Barry
- Omar Colley
- Yankuba Minteh
- Bubacarr Trawally
- Felix Afena-Gyan
- Ernest Nuamah
- Antoine Semenyo
- Mohamed Bayo
- Aguibou Camara
- Morgan Guilavogui
- Serhou Guirassy
- François Kamano
- Ilaix Moriba
- Saïdou Sow
- Mama Baldé
- Zidane Banjaqui
- Alfa Semedo
- Saúl Coco
- José Elo
- Ibán
- Olivier Kemen
- Bryan Mbeumo
- Karl Toko Ekambi
- Christopher Wooh
- El Fardou Ben Nabouhane
- Ibroihim Youssouf
- Thievy Bifouma
- Gabriel Charpentier
- Silvère Ganvoula M’boussy
- Antoine Makoumbou
- Gaius Makouta
- Tshwarelo Bereng
- Sera Motebang
- William Jebor
- Mohammed Sangare
- Tonia Tisdell
- Saleh Al-Taher
- Husain Taqtaq
- Njiva Rakotoharimalala
- Robert Saizi
- Lawrence Chaziya
- Kalifa Coulibaly
- Aliou Dieng
- Sékou Koïta
- Adama Traoré
- Amine Adli
- Fayçal Fajr
- Amine Harit
- Hakim Ziyech
- Aly Abeid
- Nouh El Abd
- Hassan Houbeib
- Abdallahi Mahmoud
- Mouhamed Soueid
- Kévin Bru
- Dylan Collard
- Ashley Nazira
- Ricardo Guima
- Stanley Ratifo
- Gildo Vilanculos
- Witi
- Absalom Iimbondi
- Wendell Rudath
- Amadou Sabo
- Taiwo Awoniyi
- Samuel Chukwueze
- Emmanuel Dennis
- Oghenekaro Etebo
- Kelechi Iheanacho
- Alex Iwobi
- Mihlali Mayambela
- Geoffrey Kondogbia
- Karl Namnganda
- Isaac Ngoma
- Samuel Nlend
- Bébé
- Clé
- Ryan Mendes
- Jamiro Monteiro
- João Paulo
- Kevin Pina
- Gilson Tavares
- Júlio Tavares
- Thierry Manzi
- Gilbert Mugisha
- Blaise Nishimwe
- Olivier Niyonzima
- Mamadou Lamine Camara
- Habib Diallo
- Iliman Ndiaye
- Youssouf Sabaly
- Abdoulaye Seck
- Jean-Yves Ernesta
- Amadou Bakayoko
- Musa Noah Kamara
- Abu Komeh
- Alhassan Koroma
- Jonathan Morsay
- Abubakarr Samura
- Sak Hassan
- Mohamed Abdelrahman
- Waleed Bakhet Hamid
- Mohamed Alhaj Komi
- William Gama
- Rashid Toha
- Valentino Yuel
- George Mpole
- Abdou Ouattara
- Seifeddine Jaziri
- Ali Maâloul
- Naïm Sliti
- Fahad Bayo
- Milton Karisa
- Aziz Kayondo
- Rogers Mato
- Joseph Ochaya
- Serge Aurier
- Jean-Philippe Krasso
- Franck Kessié
- Edmílson Viegas
- Enock Mwepu
- Fashion Sakala

Gole samobójcze
- Lebogang Ditsele (dla Gwinei Równikowej)
- Alford Velaphi (dla Tunezji)
- Mohammed Touhami (dla Gwinei Równikowej)
- Munir Mohand (dla Południowej Afryki)
- Boubakar Kouyaté (dla Sudanu Południowego)
- Rahim Alhassane (dla Algierii)
- Rehan Angier (dla Gambii)
- Serge Aurier (dla Zambii)